# چکاوک‌های آسمانی
چکاوک‌های آسمانی (نام علمی: Alauda) نام یک سرده از تیره چکاوکان است.

## گونه‌ها
- چکاوک آسمانی بزرگ, Alauda arvensis
  - چکاوک آسمانی ژاپنی, Alauda a. japonica
- چکاوک آسمانی خاوری, Alauda gulgula
- چکاوک راسو, Alauda razae